# Грб Купреса (Република Српска)
Грб Купреса је званични грб српске општине Купрес. Грб је усвојен 2018. године.
Симбол општине има изглед средњовјековног штита са садржајним елементима, који подсјећају на амблеме општина из комунистичког периода.

## Опис грба
Грб Купреса има облик средњовјековног штита, чија је унутрашњост осликана тамно-плавом бојом. У централном дијелу грба се налазе двије стилизоване упоредне преломљене бијеле греде, које поље дијеле на горњи и доњи дио. У горњем дијелу, у самом врху грба представљена је застава Српске православне цркве, а испод ње по двије храстове гранчице са лишћем и жиром. У доњем дијелу испод греда, представљена је црква Благовијештења Пресвете Богородице у Доњем Вуковском (у федералном дијелу Купреса), иначе оскрнављена у посљедњем рату.
Грб је оивчен златним, а испод штита је златна лента са ћириличним натписом „Купрес”.